# Jeon Hye-sung
Jeon Hye-sung (hangeul : 전혜성), née le 30 mars 1992, est une transfuge nord-coréenne réfugiée en Corée du Sud en 2014 où elle est considérée comme une star de la téléréalité à Séoul sous l'alias Lim Ji-hyun (hangeul : 임지현). Elle est retournée, contre toute attente, en Corée du Nord en 2017, suscitant de nombreuses interrogations. Sa critique de la Corée du Sud à la télévision nord-coréenne est tout aussi virulente que sa critique de la Corée du Nord à la télévision sud-coréenne.

## Biographie
Lim Ji-hyun fuit la Corée du Nord par la Chine et l'Asie du Sud-Est en 2014. Elle devient une figure de la télévision sud-coréenne lorsqu'elle participe à l'émission Moranbong Club, racontant des récits dramatiques sur sa vie en Corée du Nord et sa fuite vers la Corée du Sud. Elle y apparaît en treillis militaire. Elle raconte à la télévision qu'elle a soudoyé une de ses professeures en Corée du Nord afin d'aller vendre de l'alcool de contrebande et gagner de l'argent sur son temps de cours.
Elle apparaît soudainement sur les écrans de la télévision de Pyongyang le dimanche 16 juillet 2017 sous le nom de Jeon Hye-sung. Elle y explique l'« enfer » de sa vie à Séoul. Selon elle, les Nord-Coréens en Corée du Sud sont considérés comme des « singes dans un zoo » et « la plupart des femmes nord-coréennes se retrouvent dans l'ombre ».

« Chaque jour au Sud fut un enfer. Je pleurais chaque nuit en pensant à la mère patrie et à mes parents au Nord »

— Jeon Hye-sung
Sa réapparition à la télévision nord-coréenne suscite de nombreux débats au Sud. Plusieurs hypothèses sont évoquées pour expliquer son retour : kidnapping, chantage, pressions sur la famille ou retour volontaire,. Son cas rappelle la difficulté des réfugiés nord-coréens à s'adapter à la société de consommation sud-coréenne. Cependant, le profil de Lim Ji-hyun était considéré comme celui d'une transfuge ayant réussi à gagner une notoriété à l'inverse d'autres réfugiés vivant en Corée du Sud en grande difficulté financière qui survivent avec des petits boulots, ; cela soulève la question des raisons de son retour en Corée du Nord dans le cas où elle l'aurait fait « de son plein gré ». L'événement entraîne un accroissement de la méfiance des Sud-Coréens envers les transfuges nord-coréens.
En 2019, le Joong-ang Ilbo dresse une liste de personnalités nord-coréennes ayant fui en Corée du Sud avant de retourner en Corée du Nord, considérant Lim Ji-hyun comme la plus représentative.